# Ordenanza Noroeste

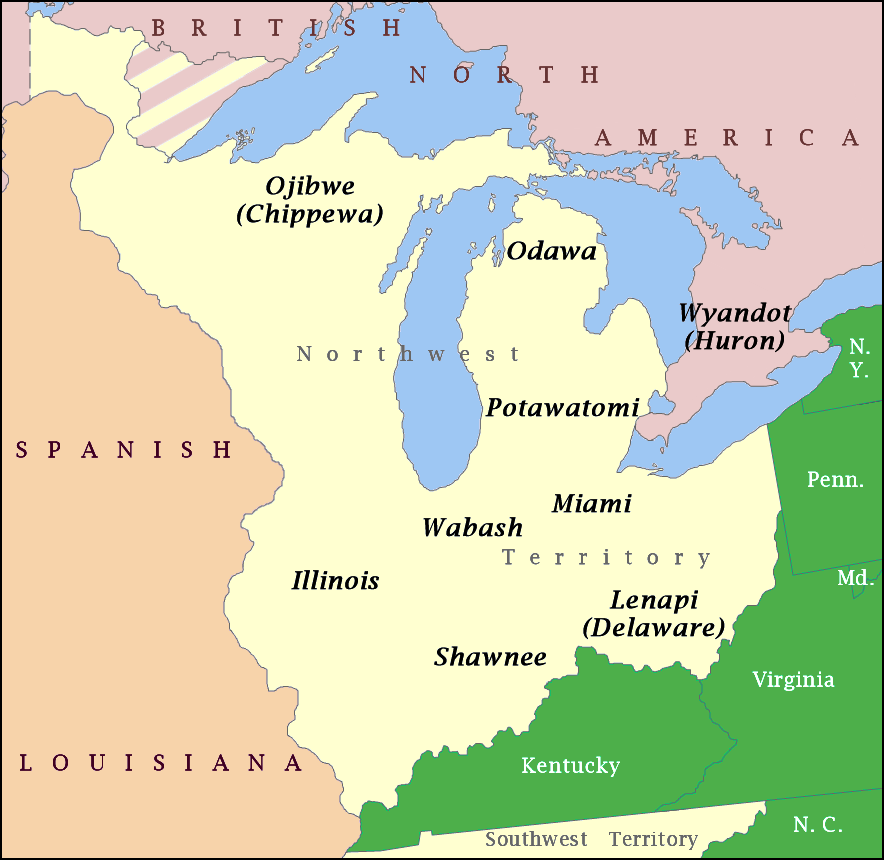
Territorio del Noroeste (1787)

La Ordenanza para el Gobierno del Territorio de los Estados Unidos, Noroeste del Río Ohio conocido como la Ordenanza Noroeste o la Ordenanza de Libertad fue una ley del Congreso de la Confederación de los Estados Unidos. La Ordenanza fue aprobada por unanimidad el 13 de julio de 1787. El efecto principal de la ordenanza fue la creación del Territorio del Noroeste como el primer territorio organizado de los Estados Unidos de la región al sur de los Grandes Lagos al norte y oeste del río Ohio, y al este del río Misisipi. El 7 de agosto de 1789, el Congreso de los Estados Unidos afirmó la Ordenanza con cambios ligeros establecidos por la Constitución.
Posiblemente la legislación más importante que fuera pasado por los miembros del Congreso Continental aparte de la Declaración de Independencia, estableció la precedencia por la cual se expandió los Estados Unidos hacia el oeste a través de América del Norte por la admisión de nuevos estados más que por la expansión de los estados existentes. La prohibición de la esclavitud en el territorio hizo el río Ohio la frontera entre los territorios libres y los territorios de esclavos alrededor de los Apalaches y el río Misisipi.